# Temoran
Temoran is een bestuurslaag in het regentschap Sampang van de provincie Oost-Java, Indonesië. Temoran telt 4247 inwoners (volkstelling 2010).